# Benny Chan
Benny Chan Ho-man (n. 7 de octubre de 1969) es un actor y cantante hongkonés. 

## Educación
Inicio sus estudios escolares en el Raimondi College. Más adelante se graduó en la carrera de ciencias sociales en la Universidad de Lingnan.

## Carrera actoral
La carrera de Chan en la industria del entretenimiento comenzó en 1994 cuando participó en un corte comercial publicitario de televisión para «Vitasoy». Más adelante se unió a la red TVB y actuó en muchos dramas de televisión producidos por esta empresa televisiva. Algunos de sus personajes más conocidos en las series son Demi-Gods and Semi-Devils (1997), the Monkey King in Journey to the West II (1998) y  Na-tsa in Gods of Honour (2001).
Desde principios de la década de los 2000, Chan retorna aunque menos activo a Hong Kong, empezó a  trabajar en China continental y Taiwán en otras series de televisión. Una de ellas es la serie drama The Holy Monk, donde interpretó su personaje principal, el Santo Monje. Este drama ganó mucha popularidad en otros países.

## Carrera musical
Chan también debutó como cantante y ha lanzado varios álbumes. Su canción más conocida es «Journey to the West II» (1998). También interpretó otros temas musicales como Dragon Love (1999), Gods of Honour (2001), Silver Mouse (2002), Qianlong Xia Jiangnan (2003) y A Pillow Case of Mystery (2006) y sus subtemas musicales como Journey to the West II, Anti-Crime Squad (1999), Silver Mouse, Vigilante Force (2003) y Qianlong Xia Jiangnan. Su interpretación de sus versiones en chino de sus dos temas musicales de la serie animada, Pokémon, también ha ganado varios reconocimientos.

## Vida personal
En 2011 se casó con Lisa Chan Jiang Lisha (蒋丽莎), una modelo china de Hunan. Su hija Ya Ru Chan (陳雅 薷), nació el 30 de noviembre de 2011.

## Filmografía

### Películas
- Love and the City (1995)
- Made in Heaven (1996)
- Last Ghost Standing (1999)
- The Final Winner (2001)
- Salon Beauty (2002)
- Love is a Butterfly (2002)
- Tai Ji Soldier (2005)
- Tragic Hero (2008)
- Iceman (2014)

### Televisión
- Demi-Gods and Semi-Devils (1997)
- Dark Tales II (1998)
- Journey to the West II (1998)
- Anti-Crime Squad (1999)
- Dragon Love (1999)
- Zhuang Ya Princess (1999)
- Reaching Out (2000)
- Gods of Honour (2001)
- Silver Mouse (2002)
- Whatever It Takes (2002)
- Network Love Story (2002)
- Vigilante Force (2003)
- Qianlong Xia Jiangnan (2003)
- Carry Me Fly and Walk Off (2003)
- Love Never Dies (2003)
- Deadful Melody (2004)
- The Undercover Swordsman (2004)
- Hi-Fly (2004)
- Yan Hua San Yue (2005)
- A Pillow Case of Mystery (2006)
- The Biter Bitten (2006)
- Da Qing Hou Gong (2006)
- Love Machine (2006)
- A Change of Destiny (2007)
- Liao Zhai 2 (2007)
- Chocolate Lovers (2007)
- The Legend of Chu Liuxiang (2007)
- Justice Bao (2007)
- Legend of the Demigods (2008)
- Duo Qing Nu Ren Chi Qing Nan (2008)
- Justice Bao (2010) as Bai Yutang
- The Legend of Crazy Monk (2010)
- Love of Seven Fairy Maidens (2010)
- The Legend of Chinese Zodiac (2011)
- Da Tang Nü Xun An (2011)
- Love Amongst War (2012)
- The Legend of Xishi (2012)
- A Happy Life (2013)

### Programas de variedades
| Año  | Programa   | Notas    |
| ---- | ---------- | -------- |
| 2016 | Happy Camp | invitado |